# Los Ángeles (Chile)
Los Ángeles é uma comuna da província de Biobío, localizada na Região de Biobío, Chile. Possui uma área de 1.748,2 km² e uma população de 166.556 habitantes (2002).
A comuna limita-se: a norte com Yumbel, Cabrero e Yungay; a leste com Tucapel, Quilleco e Santa Bárbara; a sul Mulchén e Negrete; a oeste com Nacimiento e Laja.

## Cidades Irmãs
- São José dos Pinhais, Paraná, Brasil[1]